# أقحوان المروج
أقحوان المروج أو المرجريت (باللاتينية: Leucanthemum) جنس من الأزهار من الفصيلة النجمية يضم تقريبا 70 نوعًا.

## البيئة والانتشار
موطنها أوروبا والمغرب العربي وبعض المناطق في آسيا. أدخلت نباتات هذا الجنس إلى القارة الأمريكية وأستراليا ونيوزيلندا.
فصل هذا الجنس عن جنس الأقحوان (باللاتينية: Chrysanthemum) لأن نباتاته ليست عطرية ولأن أوراقها تفتقد الشعيرات البيضاء-الرمادية.

## من أنواع جنس أقحوان المروج
- أقحوان المروج الشائع أو المارغريت (باللاتينية: Leucanthemum vulgare)

## صور

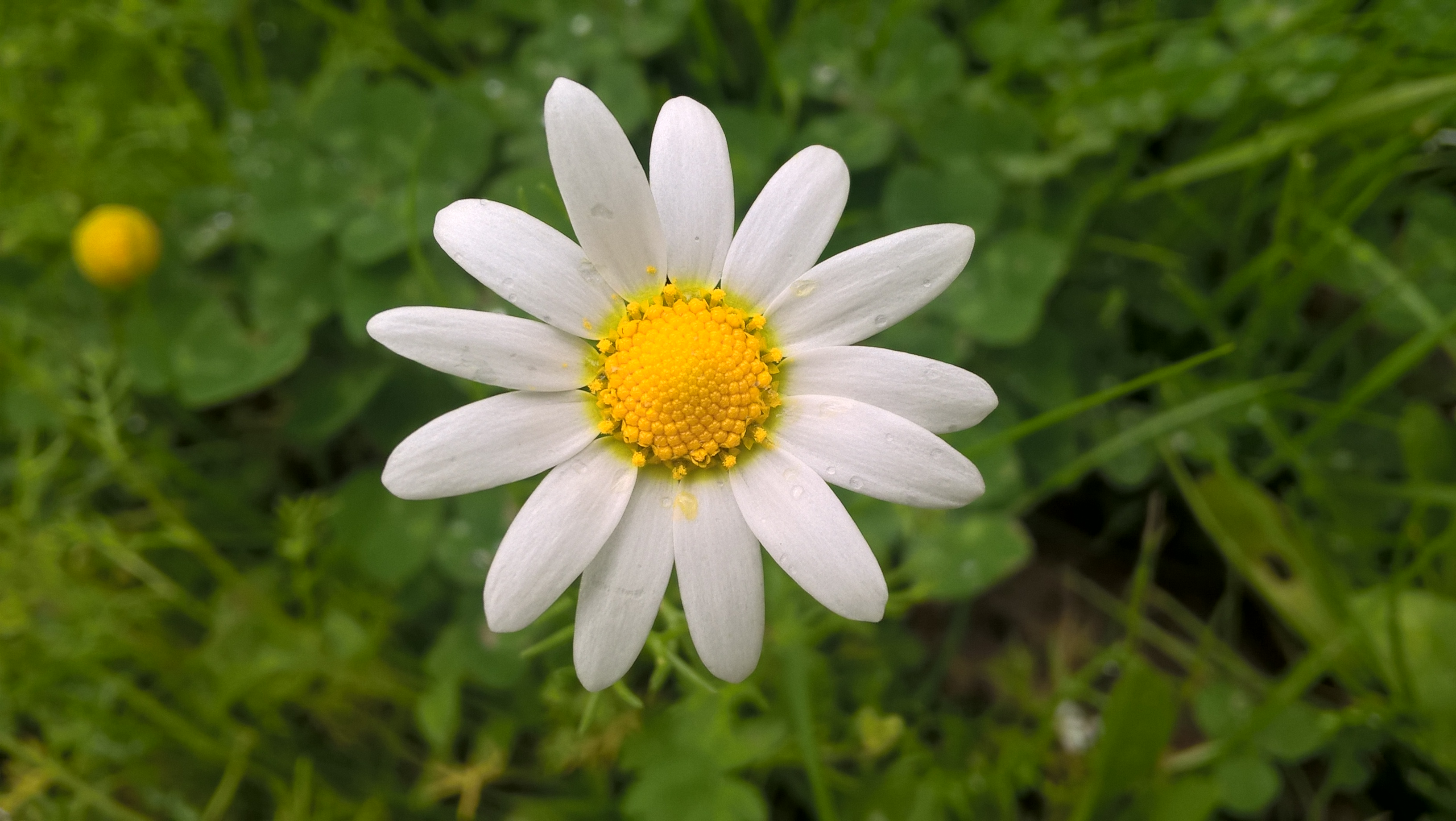
زَهرة أُقحُوان في مَرجَة.
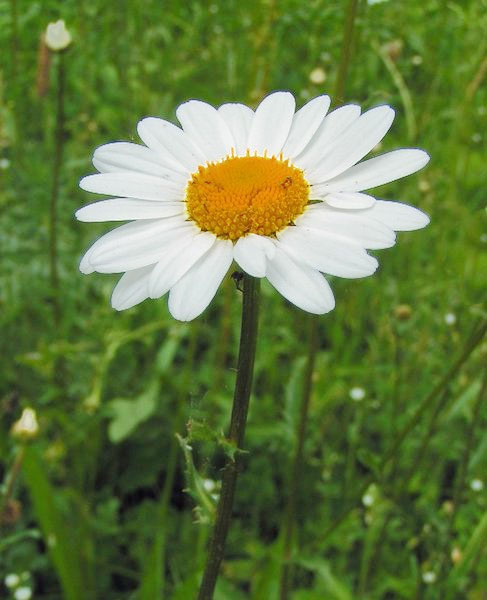
Ox-eye daisy (Leucantheum vulgare) A close-up of the flowers
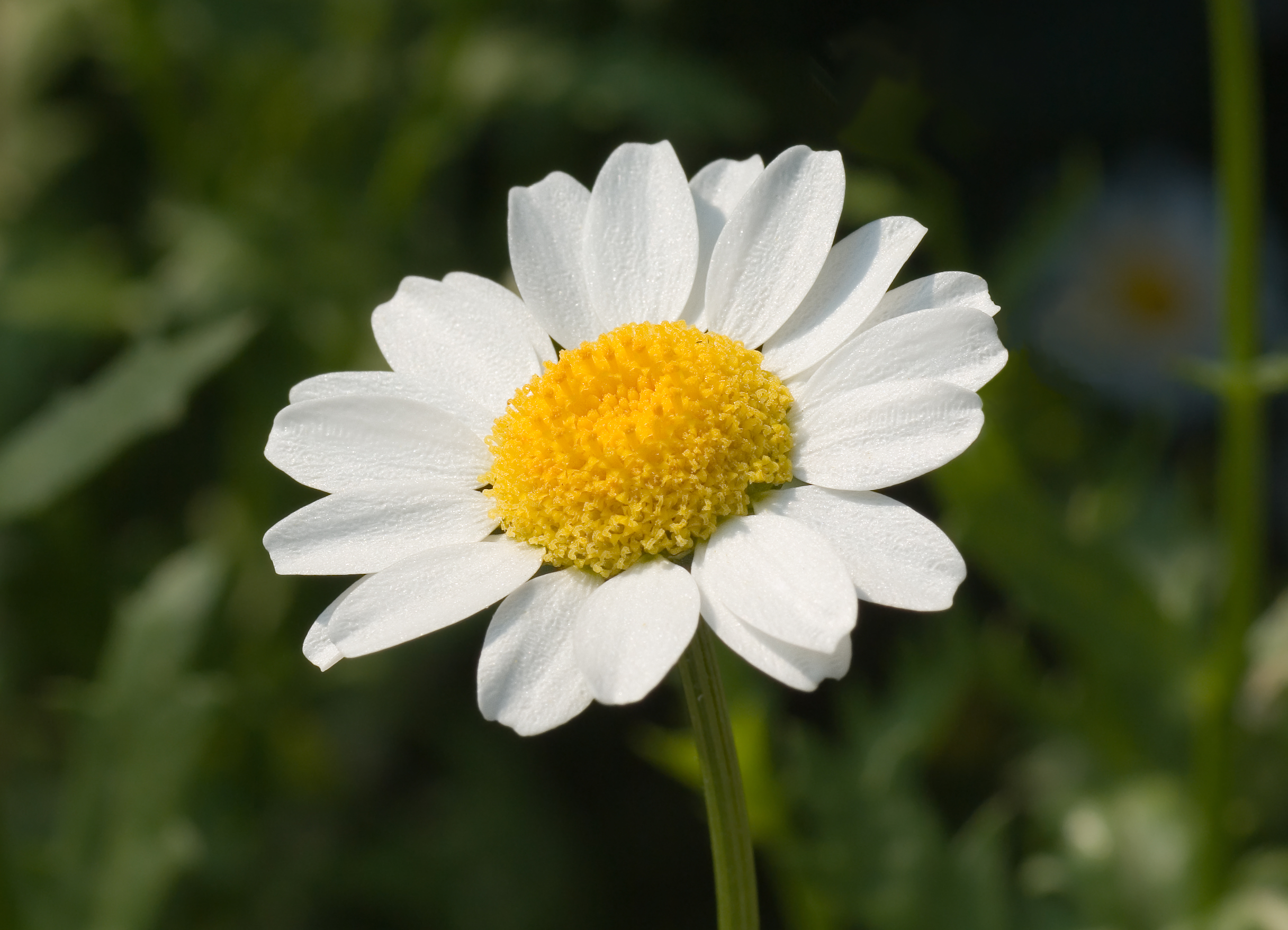
Leucanthemum paludosum
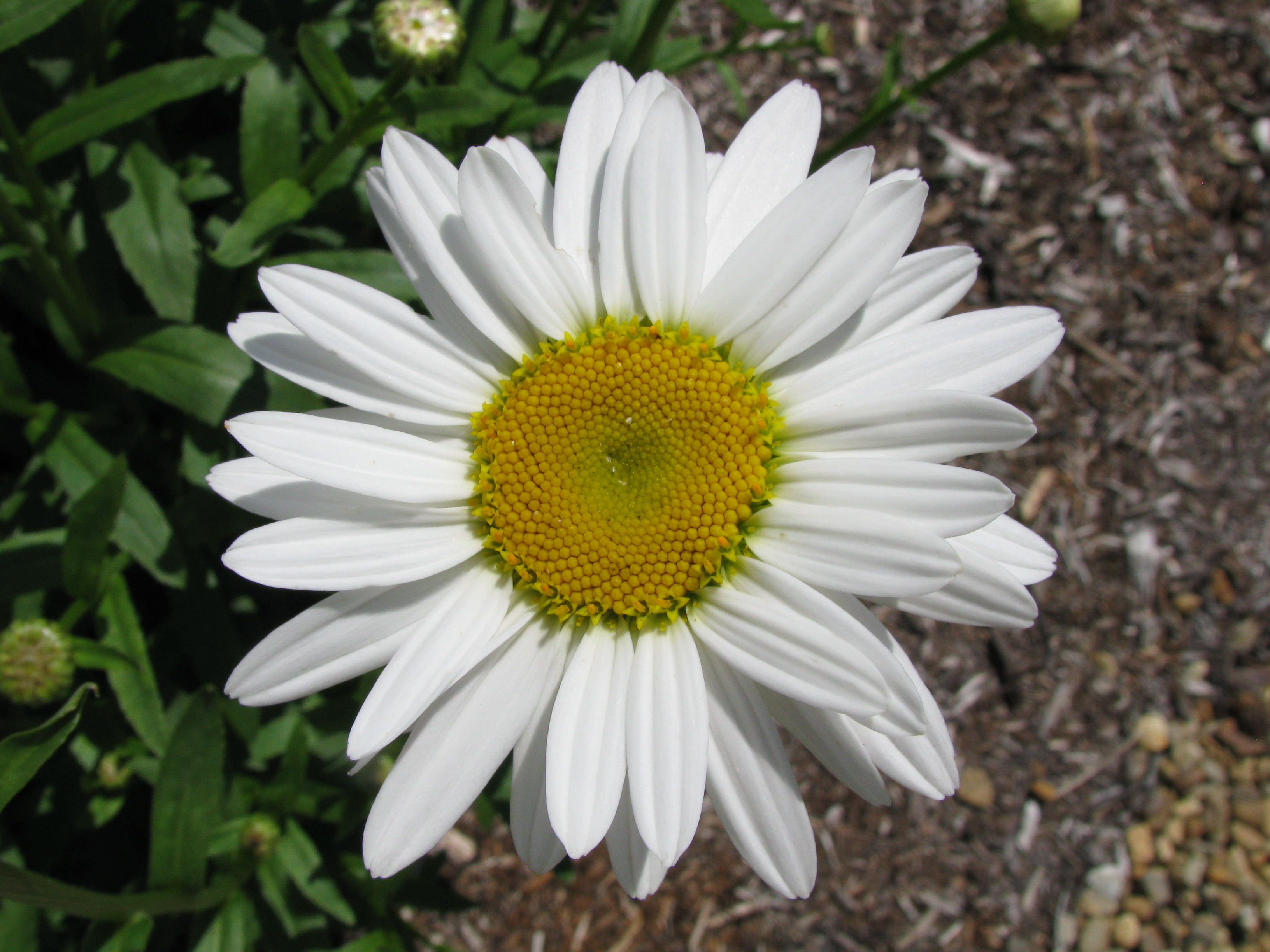
Leucanthemum x superbum 'Becky'
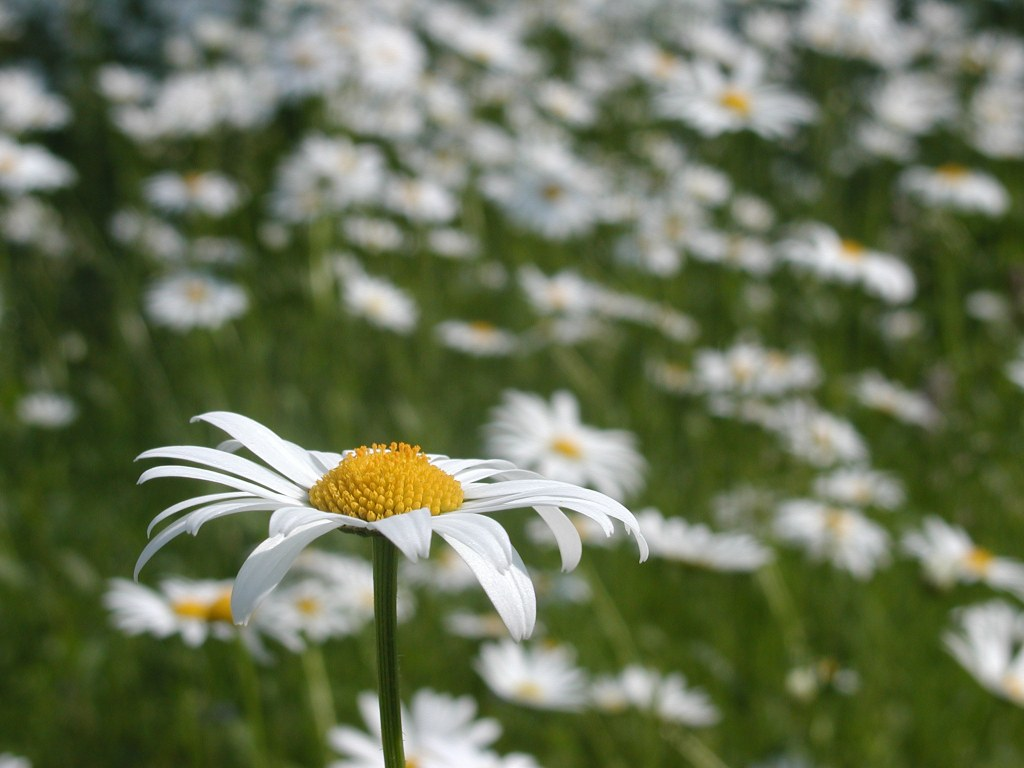
Single daisy